# 동일본 여객철도 E531계 전동차
동일본 여객철도 E531계 전동차(일본어: JR東日本E531系電車)는 동일본 여객철도(JR 동일본)의 교직 양용 일반형 전동차이다.

## 개요
조반선과 미토선에 운용되던 403계·415계 마일드 스틸제 차량의 노후화가 진행되었고, 수도권신도시철도(츠쿠바 익스프레스)의 개통으로 경합하는 노선이 생김에 따라 최고속도의 향상을 목적으로 E501계와 E231계에서의 노하우를 바탕으로 개발되었다.
2005년 3월 최초의 편성(K-401편성(기본 10량)과 K-451편성(부속 5량))이 반입되었고, 3월 16일부터 공식 시운전을 개시했다. 또한 2005년 7월 9일 다이어 개정에 따라 12편성 90량(기본편성 6편성 60량, 부속편성 6편성 30량)이 영업 운행을 개시하였다. 그 후에 증비가 이루어짐에 따라 2007년 3월 18일의 다이어 개정부터는 우에노 발착의 403계, 415계, E501계가 조반선 중거리 열차 운용에서 축출되었다. 또한 보통 열차(우에노 ~ 도리데간은 쾌속 운행)와 함께 특별 쾌속의 모든 열차가 E531계로 바뀌었고, 동시에 그린차의 영업도 개시하였다.
2015년 3월 기준으로 가쓰다 차량센터에 기본편성 23편성 230량과 부속편성 26편성 130량을 합쳐 총 360량이 배치되어있다.
차량 제작 회사는 도큐 차량제조와 가와사키 중공업(각각의 회사 제작분은 차내 디자인이 조금 다르다)이고, 2006년부터는 JR 동일본의 니쓰 차량 제작소에서도 생산하였다. 또한 그린차는 도큐 차량 제조와 가와사키 중공업에서 생산하였다.
이 계열에 채용된 새로운 기기들의 대부분은 후에 개량되어 E233계로 이어지고 있다.

## 성능 및 제원

### 기기 구성
E231계의 근교형 차량에서 기본 설계를 따왔으며 경쟁 노선인 츠쿠바익스프레스에 맞서기 위하여 JR 동일본 최초로 보통 열차용 차량에 최고속도 130km/h을 적용시켰으며 속도 종별은 A21을 지정한다. 때문에 동력 성능과 차량 하부 기기는 특급형 차량인 E653계에 준하는 사양이 되었다.
주전동기는 도요 전기의 MT75형(정격출력 140kW, 기어비 16:97=1:6.0625, 기동 가속도 2.5km/h/s(주변환 장치에 있는 스위치를 누르면 가속도를 변경하는 것이 가능))이며, 주변환 장치는 히타치 제작소의 IGBT 소자를 이용하는 VVVF 인버터 제어, 보조 전원 장치(SIV)는 도요전기 제이다. 브레이크는 회생제동 외에도 순전기제동, 정속제어, 저정속제어, 억속제동이 설치되어 있다.
직류 구간과 교류 구간이 만나는 절연 구간에서 주회로의 회로 변환은 E501계와 똑같이 조반선에서는 ATS-P 지상자를 이용해 자동으로 이루어지지만, 전용 지상자를 설치하지 않는 미토선으로의 운용을 고려하여 전환 버튼에 의한 수동 전환을 병설하는 사양도 동일하다. 차내 조명은 직류 전원에 의한 것이나, 절연 구간 통과시에는 축전지의 전류를 이용하게 되므로 조명이 꺼지지 않는다.

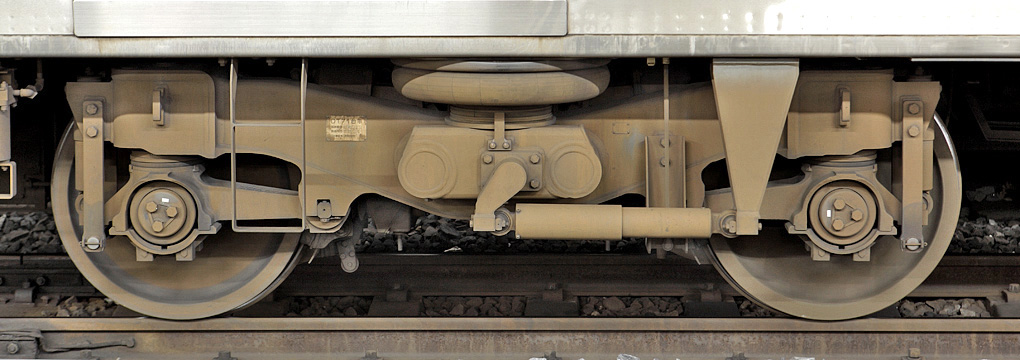
DT71형 동력대차

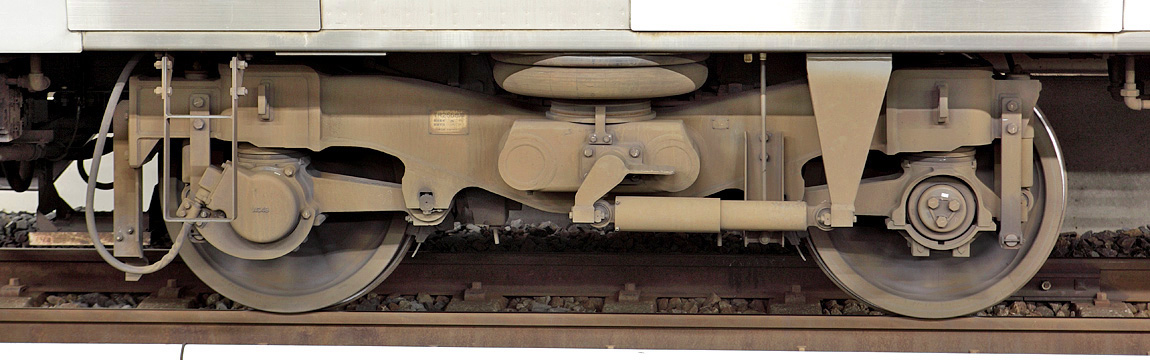
E531계의 부수대차 TR255형

대차는 E653계의 DT64/TR249 계열을 기본으로 하여 DT71/TR225계열(축량식 볼스터리스 대차)를 사용하였다. 대차 프레임은 용접 구조인 측량(側はり)과 강관으로 된 가로 대들보(横梁)로 구성되어 있으며, 마루의 면을 내리기 위해 대차측 대들보의 중앙부를 내려 2차 서스펜션의 설치 위치를 낮추었다. 측면은 E231계의 수평형이 아니라 활 모양으로 바뀌어 저중심화(1,165mm -> 1,130mm)가 이루어졌고, 요댐퍼, 축 용수철 부분의 오일 볼스터가 탑재되어 고속 운행에 대비하고 있다.
측량식 축상 지지장치의 구조는 축 용수철을 제외하면 각 대차 공통이다. 차체 지지 장치는 각 대차 공통으로 새롭게 설계한 공기 용수철을 설치하였다.
전동 공기압축기(CP)는 E231계 등과 같은 스크루식으로 신형식의 MH3124-C1600SN3형을 탑재한다.
제동 장치는 회생제동 외에 전전기 제동장치도 탑재한다. 정속 제어·저정속 제어·억속 제동도 장비한다.
운전대는 통상용과 비상용 팬터그래프 강하 스위치가 설치되어 있다. 열차 제어 시스템은 TIMS와 VIS가 설치되어 2004년 이후에 제작된 E231계 근교형과 동일한 사양이 되었고, 속도계는 액정표시식으로 변경되었다.
보안 장치는 K407·K457편성부터 디지털 열차 무선 기기와 ATS-Ps 표시기가 처음부터 설치되어있다. 또한 이 이전의 ATS-Ps를 탑재하지 않은 편성에도 서서히 ATS-Ps를 설치하고 있다. ATS-Ps 표시기는 ATS-P로 운전시에는 켜지지 않는다.

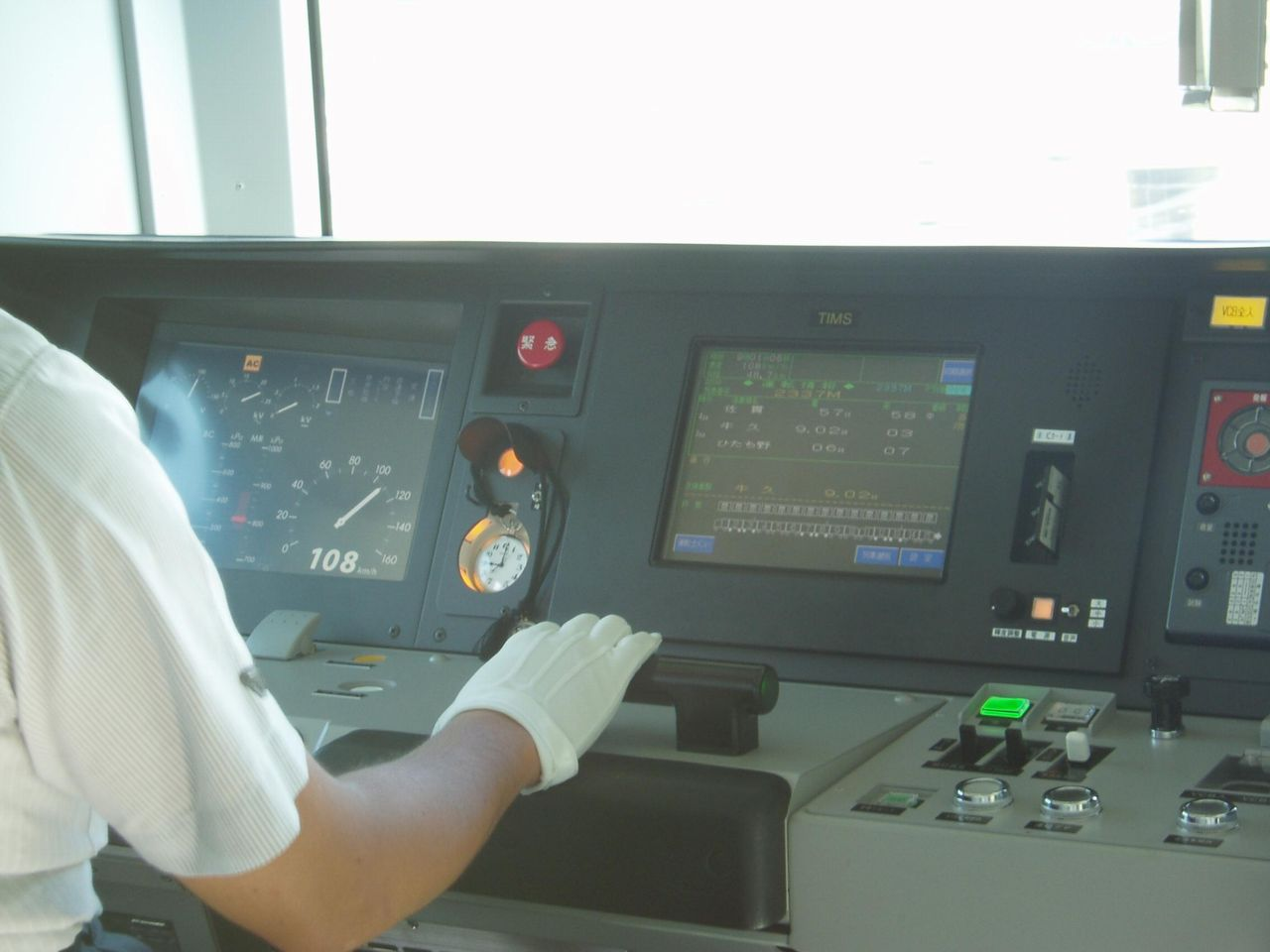
운전대(글래스 콕핏)

### 편성표
- 기본 편성과 부속 편성을 병결할 때 기본 편성이 우에노방향, 부속 편성이 도미오카·가츠다방향이 된다
- 10량 편성(기본 편성)은 시나가와·우에노방향은 1호차로 다카하기·가츠다방향은 10호차이다. 5량 편성(부속 편성)은 시나가와·우에노방향은 11호차로 다카하기·가츠다방향은 15호차가 되며, 다만 5량 편성(부속 편성)은 미토선을 비롯한 타 운행 계통으로는 오야마방향은 1호차로 도미오카·이와키방향은 5호차가 된다.
- 범례
  - [車]WC…휠체어 대응 대형 서양식 화장실, 양WC…서양식 화장실,[洗]…세면실
  - [승]…승무원실,[업]…업무용실

|                           |            | ←도미오카·다카하기·가츠다오야마·우에노·시나가와→ |                    |                       |                       |                       |              |              |                    |              |              |
| 10량 편성시 （기본 편성） | 호차       | 10                                               | 9                  | 8                     | 7                     | 6                     | 5            | 4            | 3                  | 2            | 1            |
| 10량 편성시 （기본 편성） | 형식       | 쿠하 E531 -0                                     | 사하 E531 ※        | ＞ 모하 E531 -2000    | 모하 E530 -2000       | 사하 E530 -2000       | 사하 E531 -0 | 사하 E530 -0 | ＞ 모하 E531 -1000 | 모하 E530 -0 | 쿠하 E530 -0 |
| 10량 편성시 （기본 편성） | 좌석       | 세미크로스                                       | ※                  | 롱시트                | 롱시트                | 롱시트                | 1등차        | 1등차        | 롱시트             | 세미크로스   | 세미크로스   |
| 10량 편성시 （기본 편성） | 그 외 설비 | [車]WC                                           |                    |                       |                       |                       | 양WC、[세]   | [승]、[업]   |                    |              | [車]WC       |
| 10량 편성시 （기본 편성） | 탑재 기기  |                                                  |                    | Mtr,CI                | CI,SIV                | CP                    |              |              | Mtr,CI             | CI,SIV       | CP           |
| 5량 편성 （부속편성）     | 호차       | 15(5)                                            | 14(4)              | 13(3)                 | 12(2)                 | 11(1)                 |              |              |                    |              |              |
| 5량 편성 （부속편성）     | 형식       | 쿠하 E531 -1000, 4000                            | 사하 E531 -0, 3000 | ＞ 모하 E531 -0, 3000 | 모하 E530 -1000, 4000 | 쿠하 E530 -2000, 5000 |              |              |                    |              |              |
| 5량 편성 （부속편성）     | 座席       | 세미크로스                                       | 세미크로스         | 세미크로스            | 롱시트                | 롱시트                |              |              |                    |              |              |
| 5량 편성 （부속편성）     | 그 외 설비 |                                                  |                    |                       |                       | [車]WC                |              |              |                    |              |              |
| 5량 편성 （부속편성）     | 탑재 기기  |                                                  |                    | Mtr,CI                | CI,SIV                | CP                    |              |              |                    |              |              |

## 사양

### 차체 설비
차체는 E231계와 동일한 스테인레스제의 경량구조, 광폭차체, 4도어 차량(반자동 모드 가능)이며, 차체의 띠는 조반선 중거리 전동차의 노선 색상인 파란색을 사용하고 있다. 마루의 면 높이는 E231계의 1,165mm 로부터 1,130mm로 낮춰 홈과 승강구의 단차를 작게하여 저중심화를 도모한다.
전면의 모습은 E231계 근교형과 같은 고운전대 구조이며 건널목 사고 대책으로 고운전대 구조를 채용하고 있다. 차체 도색 방법이 바뀌어 전면부의 상반부에 백색을 사용하여 띠의 디자인이 달라졌다. 전조등·미등에 대해서도 상부의 행선지 표시기를 사이에 둔 좌우로의 설치가 되었다.
선두차는 E231계 근교형과 같이 충격 흡수 구조를 채용하고 있어 대형 트럭과의 충돌사고시에도 승무원과 승객의 안전을 확보하고 있다. 이 때문에 승무원실 깊이를 넓게 확보하고 있다.
전면의 LED 표시기는 E231계보다 긴 구조로, 열차번호, 열차종별, 노선명의 3가지 정보가 표시된다. 외관은 현재까지 모두 일체형이다. LED 표시기에는 적색과 녹색, 그리고 조합색인 주황색의 3색을 표시할 수 있다. 덧붙여 측면의 행선지 표시기는 노선명, 행선지의 일본어, 영어 안내, 노선명, 종별 안내시 모두 오렌지색을 사용한다는 점에서 E231계와는 약간 다르다. 측면의 모습은 차내에 설치되어 있는 화장실이 대형화되었기 때문에 화장실이 설치된 차량의 화장실 근처 출입문은 약간 가운데로 치우쳐 비대칭 구조를 이룬다. 또한 차량 외부 스피커 장치는 제작시부터 설치되었다.
집전장치(팬터그래프)의 위치는 E231계와는 반대로, E501계와 동일하게 미토, 다쓰타 방면에 있다. 또한 교직류 양용 차량이기 때문에 관련 기기를 탑재하고 있다. 이것은 차량 중량을 균일하도록 배치하였기 때문이다.

### 실내 설비
실내는 유니버설 디자인의 강화를 위해 일신되고 있다. 기본적인 내장 컬러는 흰색 계통으로 바닥은 갈색계로 되어 있다. 내부는 메이커에 따라 약간 차이가 있다.
출입문 부근
승객용 출입문은 4개이다. 출입문 작동 방식은 조반 쾌속선·나리타선 용의 E231계 사양과 동일한 리니어 모터식 도어 엔진을 탑재했다. 이는 후지 전기와 JR 동일본의 공동 개발로 조반 쾌속선·나리타선용 E231계와 동일 방식이다. 출입문 반자동 기능을 위한 출입문 스위치가 설치되어 있는데, 차내 기준으로 우측에 출입문 개폐버튼(차외에서는 열기 버튼만 지원)이 E231계보다 다소 낮은 위치에 설치되어있다. 반자동기기는 냉난방시에 교류구간의 시발역이나 도중역에서의 특급 대피가 이루어질때 또는 장시간 교행 대기 중에 사용한다. 또한 최초에 도입된 6편성의 출입문에는 출입문 스위치 사용방법 스티커가 부착되어 있다.
출입문 부근의 배리어 프리
시각 장애인을 배려하기 위해 출입문 첨단부의 실내 측에는 황색의 테이프가 바닥에, 또한 바닥에는 황색의 안전 지원도 겸한 점자 블록을 배치하고 있다. 이것은 JR 동일본에서 처음으로 채용한 것이다.
출입문 상부에는 2줄짜리 LED식 안내표시기와 출입문 개폐 차임, 출입문 램프(개폐시 적색으로 점멸)이 설치되어이다. 차내부에는 2줄짜리 안내표시기가 있는데 우측에는 호차를 표시한다. 이 때문에 차단부에는 호차번호 표기는 없고, 부속 편성에서는 차체 외부에 호차번호가 표기되어 있지 않다. 운행중에는 운행정보(운행지장이 없을 때에는 표시하지 않음) -> 행선지 -> 휴대전화 안내 또는 우선석 안내(번갈아 가면서 표시) -> 테러 대책 순으로 표시된다.
좌석
2005년의 등장시부터 2006년 12월까지는 기본편성의 1, 2, 9, 10호차와 부속편성의 13, 14, 15호차의 7량이 세미 크로스 시트, 그 밖에의 8량이 롱시트였지만, 2007년 1월부터 기본편성의 4, 5호차에의 그린치가 편성되어(뒤를 참조) 9호차가 롱시트가 되었다. 좌석표지의 색은 갈색이 도는 색상이다. 1인당 좌석폭은 E231계보다 10mm 넓어진 460mm로 좌석의 쿠션은 2004년 이후에 반입된 E231계와 동일한 S용수철이 들어가 착좌감의 개선을 도모하고 있다.
손잡이
손잡이는 검은색으로, 크로스시트에서와 롱시트에서의 길이가 다르다. 롱시트 위에서는 위아래로 긴 이등변삼각형, 그 밖의 곳에서는 정삼각형에 가까운 이등변삼각형이다. 또한 손잡이가 2줄에서 3줄로 되었고, 차량 양 끝부분으로 갈수록 높이가 낮아지는 구조이다. 우선석의 손잡이는 현재 E233계와 같은 노란색으로 차례차례 바꾸고 있다.
화장실
15량 편성중의 1, 10, 11호차에는 휠체어 대응 화장실보다도 커진 진공 흡인식, 서양식 화장실이 설치되어 있는 관계로, 화장실 옆의 출입문 위치가 좌우 비대칭이 되었다. 이것은 전동 휠체어의 이용에 대응하기 위해 출입구의 통로폭이 E231계의 741mm에서 900mm로 확장되어 화장실측의 제3도어와 제4도어의 사이는 좌석 배치가 변칙적이다. 또한 롱시트 차량 (11호차)의 경우 셋째 문과 넷째 문 사이의 롱시트가 6명이 앉는 구조로 짧아져 있고, 세미 크로스시트(1, 10호차)에서는 넷째 문 근처의 2인석이 없다. 또한 기본편성에 들어가 있는 그린차의 5호차(사로 E531형)의 우에노 방향의 양단부에도 서양식 화장실과 세면소가 설치되어 있다.
안내방송
자동방송 장치와 차량 외부 스피커에 의한 방송이 이루어진다. 자동방송 장치는 일본어와 영어로 행선지와 정차역 안내(특별쾌속에 한해서), 출입문 방향, 출입문 반자동 시에는 '출입문을 여시려먼 버튼을 눌러주십시오', 비상 정차시에는 '급정차합니다, 주의하십시오'라고 메시지가 나온다. 차량 외부 스피커에 의한 방송은 출입문 반자동 설정시의 '출입문을 여시려면 버튼을 눌러주십시오', 승강을 촉진하는 메시지가 있는 '출입문이 닫힙니다. 주의하십시오.' 와 차장에 의한 방송과 발차 멜로디(Gota del vient)의 재생이 가능하다. 이것으로 발차 멜로디 조작 스위치가 없는 역에서의 발차 멜로디 재생이 가능하게 되었다.
기타
측면창은 각 차량 모두 개폐 가능한 하강창과 고정창을 이용하며 유리창에는 농색그린의 UV·IR컷 열선 흡수 유리를 사용하여 커텐의 설치는 생략하고 있다.
선반의 봉은 재래의 스테인리스 강 파이프에서 알루미늄 합금제의 판으로 바뀌었다.
보조송풍기가 있는 천장의 가로 방향 선풍기의 송풍구는 회색의 플라스틱 소재에서 타사의 차량등에서 볼 수 있는 은색의 연속 알루미늄 소재로 변경되었다.
각 차량간의 관통문은 E231계에서 채용 실적이 있는 경사식 호폐장치이다.
휠체어 스페이스는 각 선두차의 연결면 가까이에 설치했다.
승무원실 관계
승무원실은 전술한 고운전대 구조로 승무원용 좌석을 설치하는 바닥면은 객실 바닥보다 520mm 높다. 운전대의 기기 배치는 E231계 근교형(도카이도 선용)에 준한 구성으로 회전계·압력계 등의 계기류나 각종 표시등을 집약하여 표시한 이는 '글래스 칵핏'이라고 칭하는 액정 모니터에 표시하는 방식이다.
승무원실 내에는 통상용 및 비상의 팬터그래프 강하 스위치가 설치되어 있다. 열차 제어 시스템으로 TIMS및 VIS(각종 정보 제공 장치)가 탑재되어 있다.

## 편성과 운용

### 편성

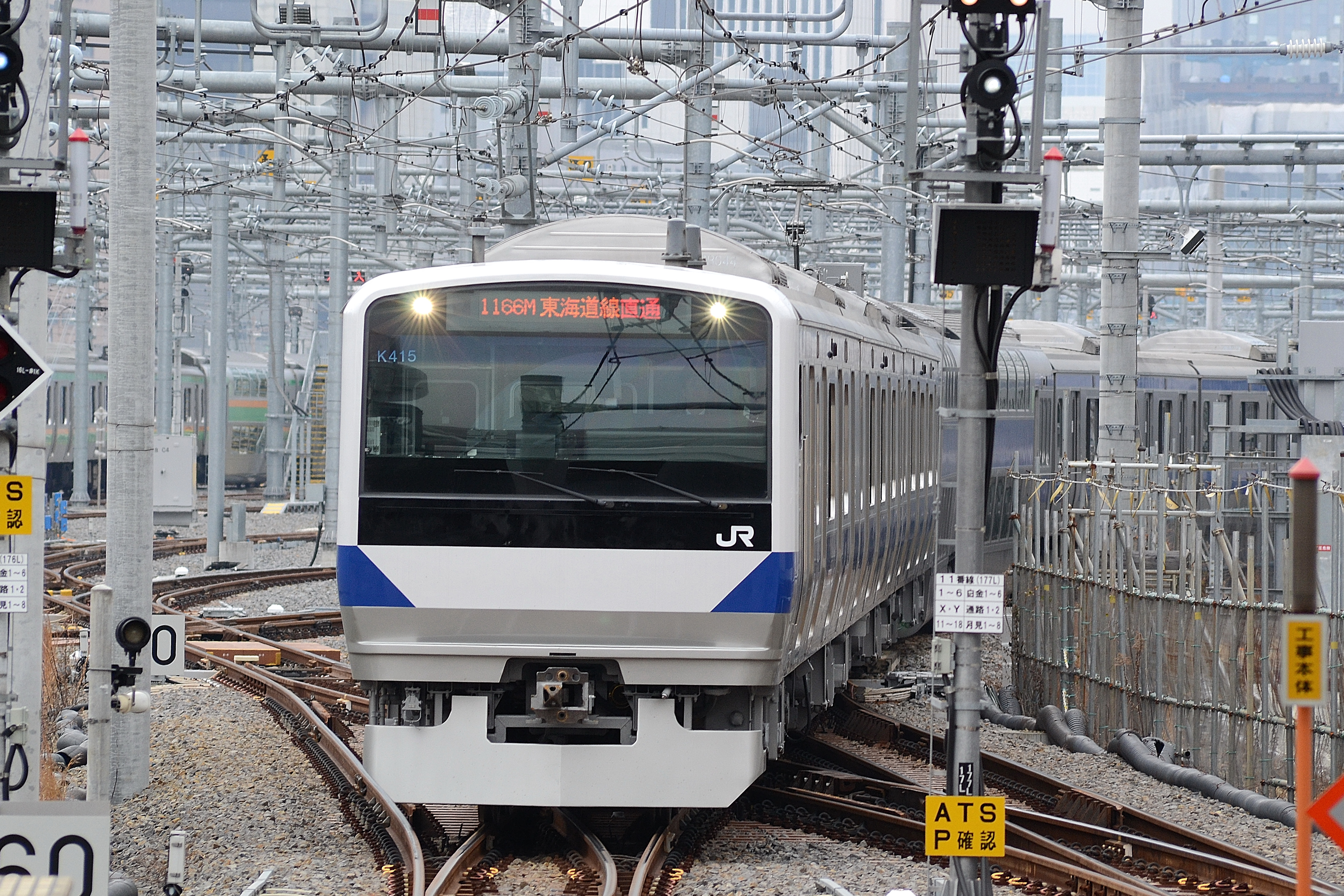
근교형 차량 배장기 강화편성

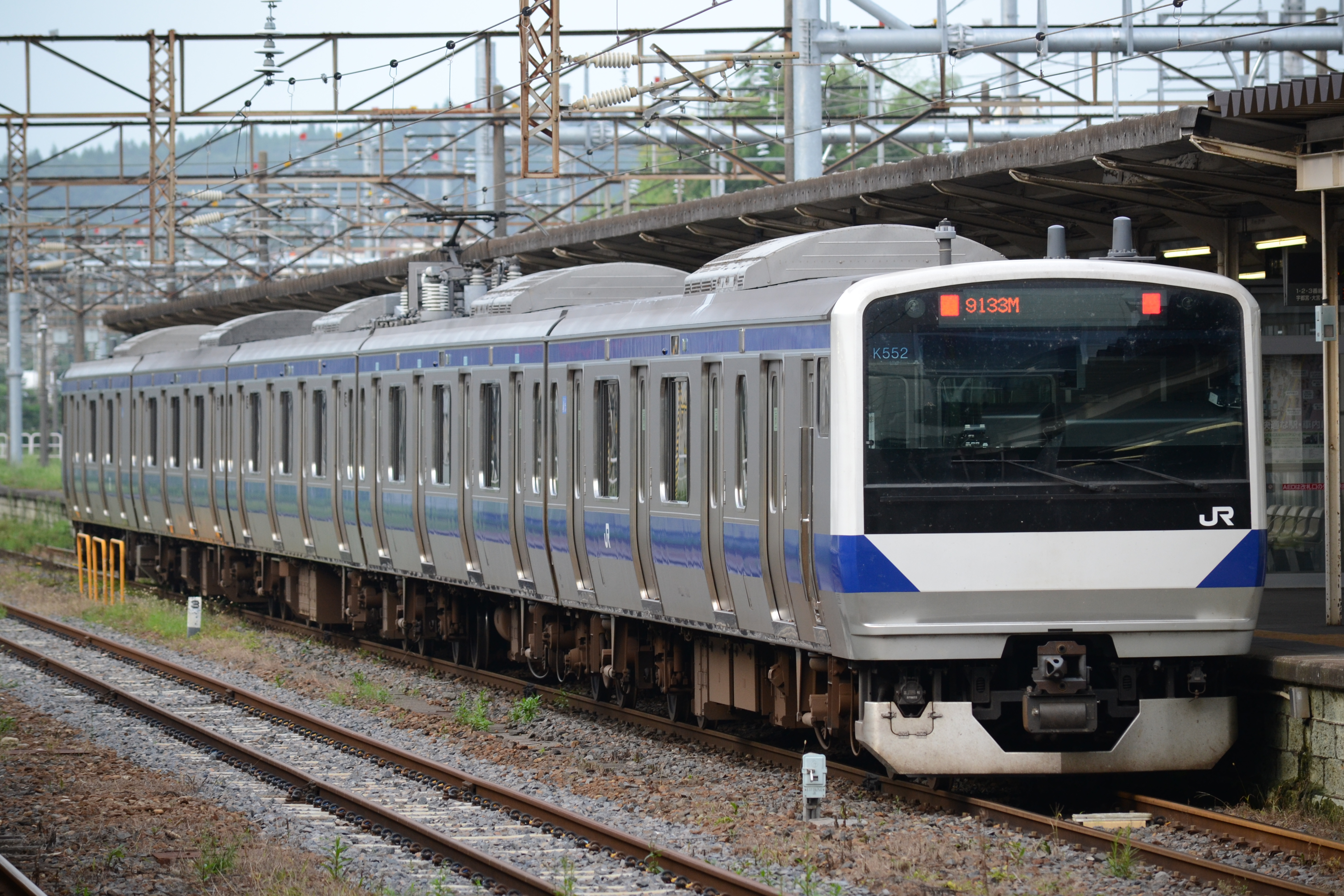
근교형 차량 배장기 강화편성(3000번대)

2005년도 '가사마데오산뽀 호'에 사용되었던 차량을 츠치우라 운수구로 회송할 때 부속편성 2편성이 병결 운전을 했었다.
조반선에서는 우에노 ~ 츠치우라가 15량 또는 10량 편성, 츠치우라 ~ 다카하기 간의 대부분이 10량 편성으로 운전하고 있다. 또한 2006년 8월 26일부터 2007년 3월 17일까지는 잠정적으로 미토선(뒷부분 참조)에서 운전할 때에는 5량 편성으로 운용했는데, 이 때까지 유효장이 4량 편성분으로 짧았던 오타바야시역과 히가시유키역은 5량 편성 정차가 가능하도록 유효장을 늘렸다.
그린차 편입전의 기본 편성
|                         |            | ←오쓰코·가츠다우에노→ |              |                    |                 |                 |                 |                 |                    |              |              |
| 10량 편성시 (기본편성） | 호차       | 10                    | 9            | 8                  | 7               | 6               | 5               | 4               | 3                  | 2            | 1            |
| 10량 편성시 (기본편성） | 형식       | 쿠하 E531 -0          | 사하 E531 -0 | ＞ 모하 E531 -2000 | 모하 E530 -2000 | 사하 E530 -2000 | 사하 E531 -2000 | 사하 E531 -2000 | ＞ 모하 E531 -1000 | 모하 E530 -0 | 쿠하 E530 -0 |
| 10량 편성시 (기본편성） | 좌석       | 세미 크로스           | 세미 크로스  | 롱시트             | 롱시트          | 롱시트          | 롱시트          | 롱시트          | 롱시트             | 세미 크로스  | 세미 크로스  |
| 10량 편성시 (기본편성） | 그 외 설비 | [車]WC                |              |                    |                 |                 |                 |                 |                    |              | [車]WC       |

- 범례는 상기의 편성표도 참조.

### 그린차의 도입

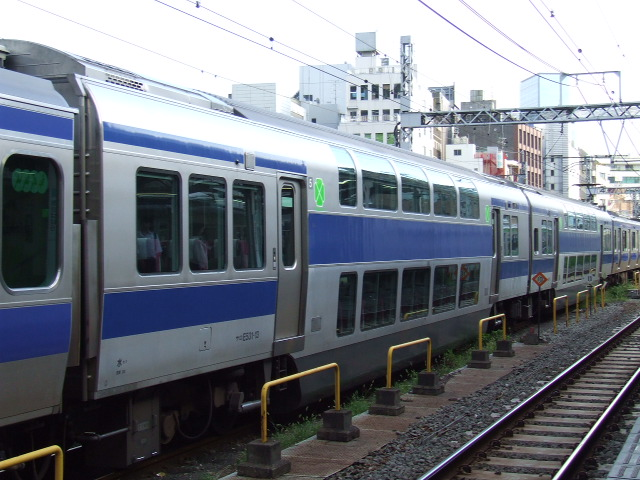
그린차

2007년 3월 18일의 다이어 개정부터 우에노 역 착발의 조반선 중거리 전동차의 전 열차에 그린차의 영업을 개시했다. JR 동일본 발족 후 수도권에서의 보통 열차 그린차 연결은 도카이도 선, 요코스카 선, 소부 쾌속선에 한정되어 있었지만 2004년 10월 16일부터 쇼난 신주쿠 라인, 우츠노미야 선(도호쿠 본선), 다카사키 선으로 확대되어 이용자가 꾸준히 증가를 이루어 왔으므로 조반선에서의 도입도 결정되었다.
그린샤는 E217계와 E231계와 동일한 2층 구조로 연결 위치도 E231계 편성과 동일한 4, 5호차다. 그린샤의 도입은 제조 당시에 계획되지 않았기에 본 계열의 제조 계획이 변경되며 밑에 나온 요령에 따라 조성을 실시하였다.
- 새로 제작되는 기본편성에 포함되는 그린샤 55량을 도큐 차량제조와 가와사키 중공업에서 제조한다.
- 니쓰 차량 제작소에서 제작중인 기본편성인 K-407 ~ K-411 5개 편성의 4, 5호차에는 전동 공기 압축기(CP)를 탑재한 사로 E530형을 포함하여 10량 편성으로 반입한다.
- K-412 ~ K-422 11개 편성에는 4, 5, 6, 9호차가 빠진 6량 편성으로 반입한다.
- 모든 기본 편성에 그린차를 편입할 때에 K-407 ~ K-411편성의 4, 5호차의 사하 E530형을 K-412 ~ K-421편성의 6호차로, 종래의 기본편성(K-401 ~ K-406편성)의 4, 5호차의 사하 E531형(CP미탑재)를 K-412 ~ K-422편성의 9호차로 편입했다. 그 결과 9호차에는 0번대의 세미 크로스시트 차(K-401~K-411 편성)와 2000번대의 롱시트 차(K-412~K-422)가 혼재하게 되었다.
- 부족한 K-422편성의 6호차의 사하 E530형은, 남아있는 K-406편성의 사하 E531형에 CP 설치 개조를 하여 편입한다.(사하 E531-2012→사하 E530-2022).

2006년 11월을 기준으로 제조사로부터의 갑종 회송을 실시하여 니쓰 차량제작소의 도입분 수송을 완료했지만, 편성 재조합에 대비하여 반입된 차량의 일부는 운용에 투입되지 않고 아비코역이나 오쿠 차량센터, 다카하기 역 구내 등에 유치되었다. 기본편성에 2량씩 연결되는 그린샤 44량은 11월 16일부터 도큐 차량 제조와 가와사키 중공업에서 차례차례 가쓰다 차량센터로 갑종 회송되었다. 11월 17일 가쓰다 차량센터에서 K-411, K-422편성에 그린차를 병결하여 K-411편성이 11월 23일에, K-422편성이 12월 13일에 시운전을 실시하였다. 그 이후에는 고리야마 종합 차량센터에서 기본편성으로의 그린차 조성이 실시되었다.
2007년 1월 6일부터 그린차 도입 편성의 운용을 시작하지만 3월 17일까지는 그린차 차량이 보통 차량으로 취급되었다. 이것은 우츠노미야 선, 다카사키 선의 E231계에의 도입시 2004년 10월 15일까지의 상황과 같은 것이다. 이 때문에 그린차 차량의 승객용 출입문의 옆에는 실내 광고부에 보통 차량임을 나타내는 스티커가 부착되었다.
덧붙여 K-410편성에 포함되는 사로 E531-14와 사로 E530-14에 문제가 발생하여 조성이 늦어졌지만 2007년 4월에 영업 운행에 복귀하였다.

### 운용
본 계열의 운용 구간에 대해서는 2003년 12월 9일의 프레스 릴리즈에서 조반선 우에노~요츠쿠라 역간과 미토선에 도입하는 것으로 발표되었다. 이 시점에서는 2005년 7월까지 90량을 투입한 후, 2006년 가을 경에 140량을 신조해 403계·415계 마일드 스틸 차량을 대체하고, 거기에 60량을 신조하여 최종적으로 290량이 될 예정이었다. 하지만 조반선 중거리 열차로의 그린차 도입이 결정되면서 계획이 변경되어 부속편성의 5량을 2편성 추가 제작하고, 기본 10량 편성 22편성 220량과 부속 5량 편성 16편성 80량, 도합 300량으로 예정되었다. 동시에 그린차를 병결하지 않은 E501계도 교체 대상이 되었다.
2005년 7월 9일 운행 개시 시점에서 90량이 우에노~오오쓰코 간의 보통열차와 신설되는 특별쾌속(우에노~쓰치우라 간)의 운용에 투입되었다. 1일 운행 편수는 특별쾌속 상행 5편, 하행 6편을 포함한 18왕복이었다. 2006년 3월 18일의 다이어 개정 이후에는 특별쾌속 1편이 추가 투입되어 보통열차 12왕복, 특별쾌속 6왕복으로 운용되었다.
2006년 8월 26일부터 2007년 3월 17일까지 부속편성이 미토선 6왕복 운용에 투입되었고, 2월부터 3월 17일까지 415계가 운용되던 우에노 ~ 이와키간의 직통열차 운용에도 투입되었다.
앞의 설명처럼 그린차가 정식으로 영업을 개시한 2007년 3월 18일 다이어 개정 이후 가쓰다 차량센터 소속 403계·415계와 E501계가 우에노 착발의 모든 운용에서 은퇴하여 E531계로 대체되었다. 운용 구간은 원래 조반선 우에노 ~ 다카하기 간이었으나 E501계의 검수기간 동안 다카하기 ~ 구사노 간과 미토선에서의 운용도 이루어진다. 덧붙여 E501계 기본 10량 편성의 대체는 E531계의 부속 2편성 병결로 운행되는 것이 기본이지만, 때에 따라서는 기본편성이 대체운용되는 경우도 있다. 그 경우 4, 5호차의 그린차는 차체에 그린차 마크를 가려 보통 차량 취급한다.
대체되는 차량 가운데 415계 1500번대(스테인리스 차량)의 일부는 다이어 개정 이후 미토선과 조반선의 도모베~하라노마치 간에 운용된다. 또한 E501계에는 화장실 설치 개조를 하여 쓰치우라 ~ 구사노 간과 미토선에서 운용되지만 최근에는 415계 1500번대를 대체하기 시작하여 하라노마치까지 확대되었으며, 미토선 운용도 재개 되었다.

### 임시 열차로의 운용
2005년과 2006년도의 '가사마데오산포 호' (가사마 방면)과 2005년과 2006년 8월의 'ROCK IN JAPAN FESTIVAL'(히타치 해안공원에서 개최됨) 방문자의 귀가 수송용으로 설정되어 상행 임시쾌속 한 편성이 본 계열로 운행되었다. 그 밖에 LED식 종별, 행선 표시기는 2005년도가 '쾌속'이나 '임시'였으나 2006년도의 '가사마데오산포 호'는 '미토선 직통', '가사마'가 번갈아 표시되었다.
또한 2008년 7월 6일에는 가쓰다 - 오미야 간에서 본계열을 사용한 단체 임시 열차 '하마유리호'가 운행되었다. 운행 전에는 우쓰노미야 선에서의 시운전도 실시되었다.

### 현황
본계열의 전차량을 가쓰타다 차량센터에 배치하여 2016년 7월 1일 시점으로의 차량 상황은 기본 10량 23편성(230량) 부속 5량 26편성(130량), 합계 360량이다.
기본편성 10량(1~10호차)+부속편성 5량(11~15호차)의 15량 편성을 기본으로 하여 기본편성의 편성번호는 K-401~K-422, 부속편성의 경우는 K-451~K-475 또는 K-551~K-554까지 있다. 부속편성 5량+부속편성 5량의 10량편성, 기본편성만의 10량, 부속편성만의 5량등의 네 가지 패턴으로 운행이 가능하다. 다만 부속편성 5량+부속편성 5량의 10량 편성 운전은 E501계 기본 편성의 대체운용에 한정하며 정기운용에는 존재하지 않는다.
편성 중의 전동차(M)와 부속차(T)의 구성비(MT비)는 기본편성이 4M6T, 부속편성이 2M3T이다. 선두차량은 403계·415계와는 다르게 비관통 구조여서 주행 중에 편성간 이동은 불가능하다. 또한 병결 위치가 고정되어 있는 기본편성과는 다르게 부속편성의 차체 측면에는 호차번호 스티커가 붙어있지 않다.
2007년 3월 18일의 다이어 개정으로 조반선 우에노 착발 전동차의 운용은 모두 본계열로 교체되었다. 운용 구간은 원칙으로서 조반선 우에노 - 다카하기 간이지만, 415계 1500번대·E501계의 검사 때 등의 대타로 다카하기 - 쿠사노간과 미토선의 운용에 오르는 일이 있다. 2015년부터 415계 1500번대를 교체하기 시작하여 다쓰타(완전 복구 이후에는 하라노마치)까지 확대되었다.
조반선은 우에노 - 츠지우라간이 10량·15량 편성, 츠지우라 - 다카하기간은 대부분이 10량 편성으로의 운행이지만, 츠치우라 - 카츠타간을 5량 편성으로 운행하는 열차가 2왕복 있다. 미토선으로의 잠정 운용은 전구간에서 5량 편성을 사용했다.
2010년에는 부속 편성이 니쓰 차량제작소에서 다시 신조되어 K467편성이 같은 해 6월 28일, K468편성이 같은 해 7월 28일에 오쿠 차량센터까지 각각 배급 수송되었다. E531계의 신조는 2006년 11월 이래 약 3년반 만이 된다.
이것은 E501계가 경년 약 15년을 맞이하여 기기 갱신 시기에 이르렀기 때문에 기기 갱신 기간은 기본 편성으로 2개월, 부속 편성으로 1개월 정도의 기간을 필요로 한다. E501계와 E531계는 공통 예비차이기 때문에 이 기간중 차량의 운용이 부족하기 때문에 E501계의 기기 갱신시 예비차 확보용으로 제조되었다. 추가로 K469편성 이후 도입 차량은 415계 1500번대를 대체하고 있으며, K551편성부터 3000번대가 신조되고 있다.

## 사진들

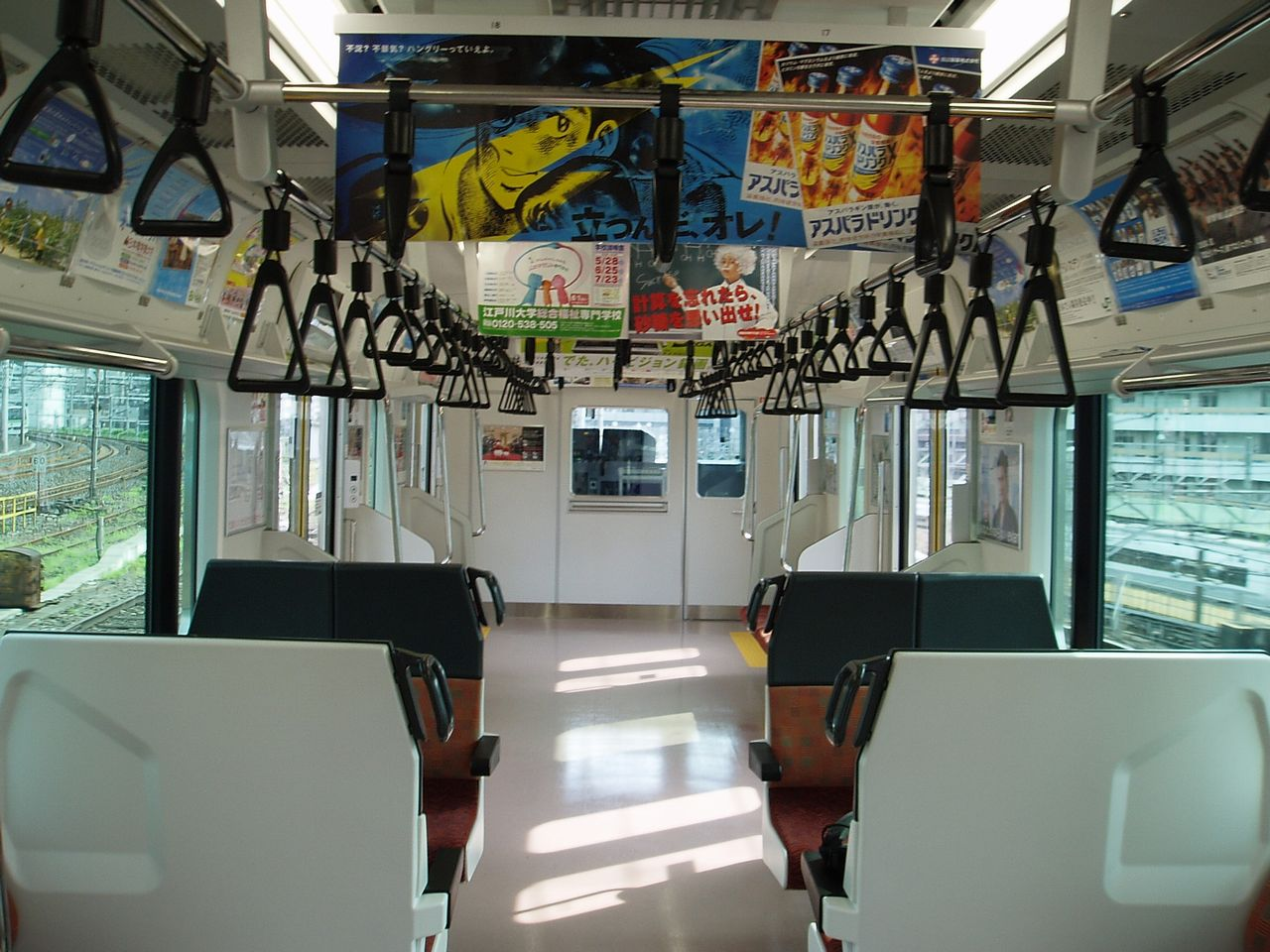
차내(세미 크로스시트 차량）
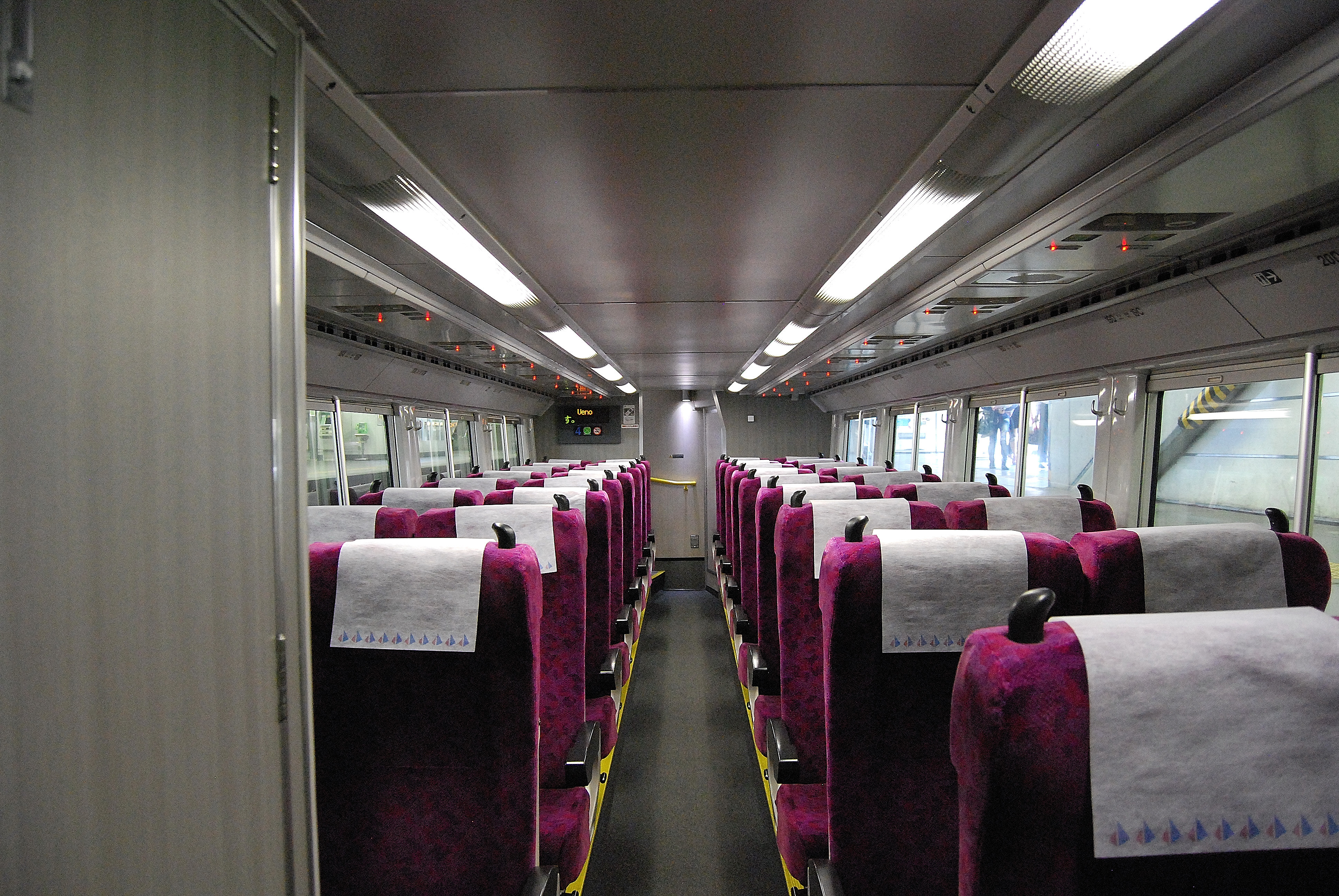
그린차 1층석
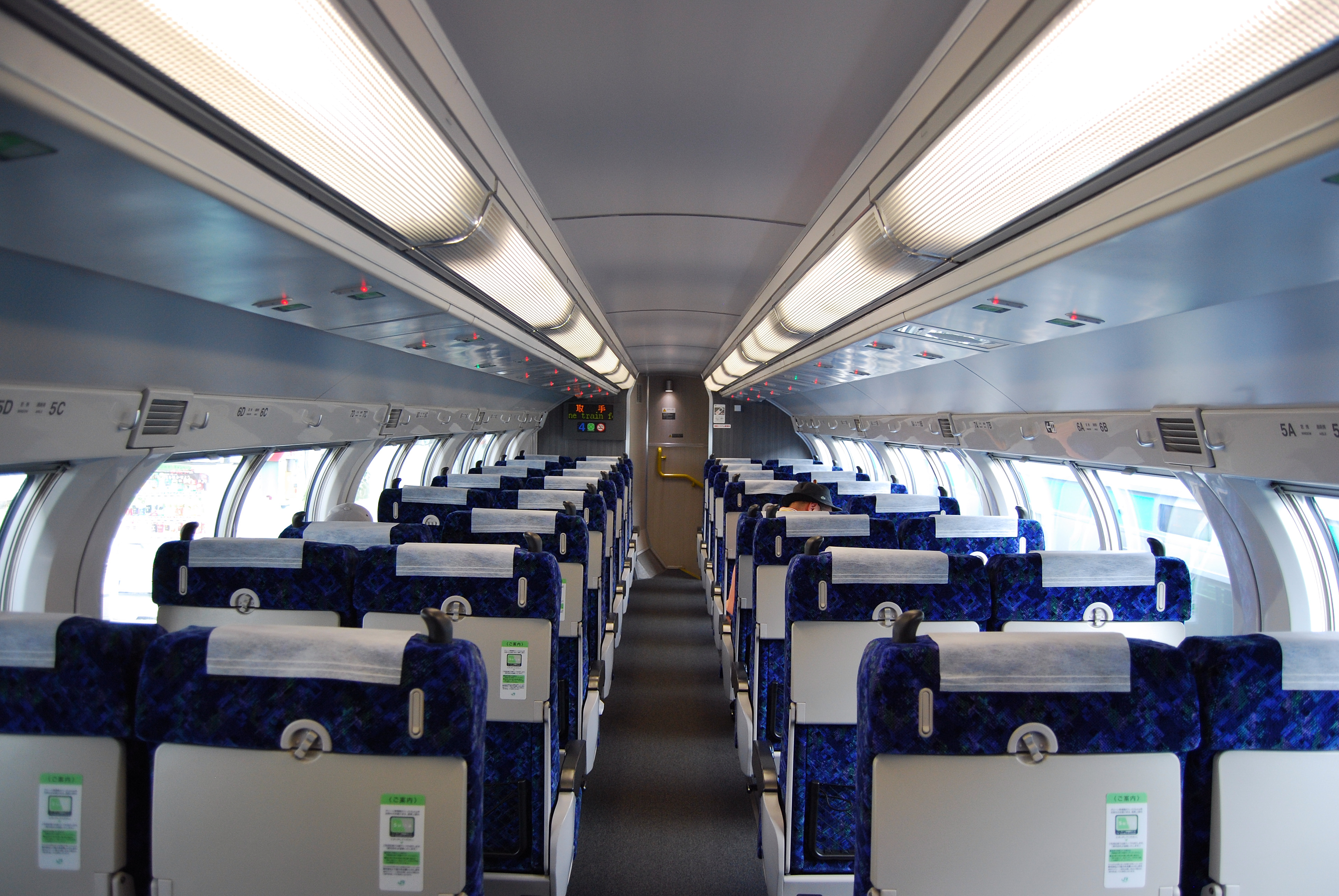
그린차 2층석
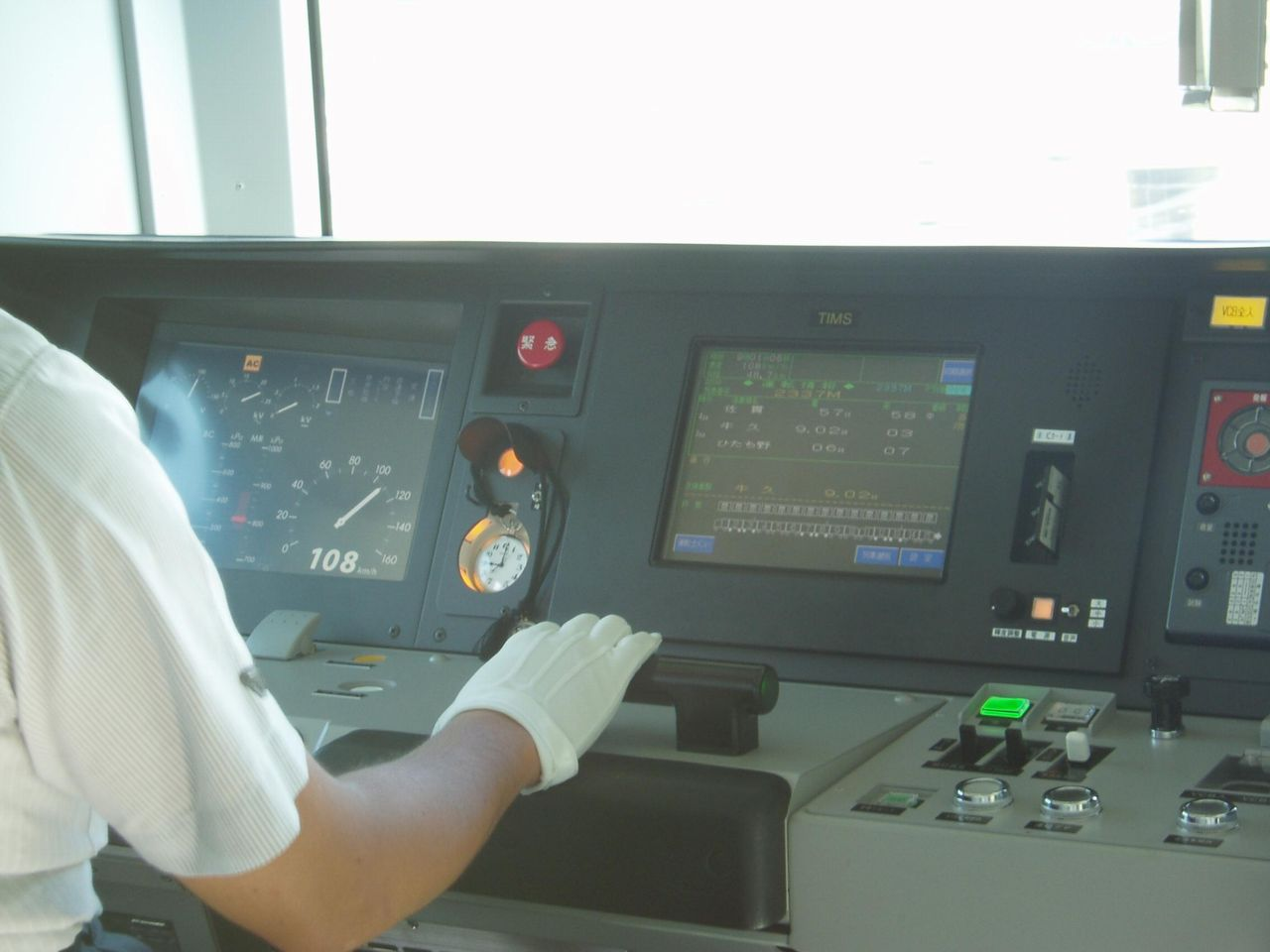
운전대(글래스 콕핏)
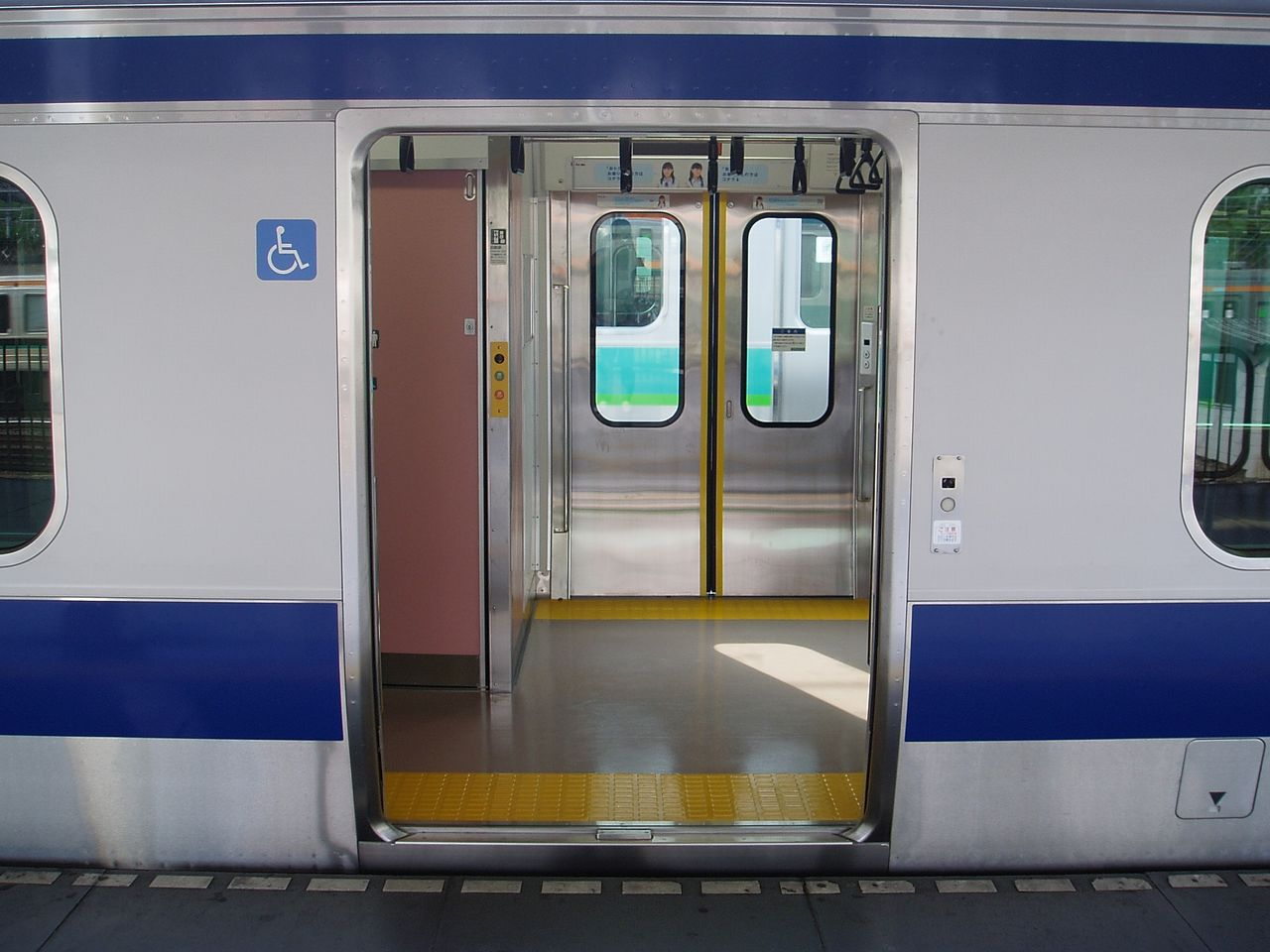
화장실 옆의 승객용 출입문(좌우 비대칭)